# Бунаково (Харьковская область)
Бунако́во (укр. Бунакове) — село,
Бунаковский сельский совет,
Лозовский район,
Харьковская область.
Код КОАТУУ — 6323981001. Население по переписи 2001 года составляет 658 (299/359 м/ж) человек.
Является административным центром Бунаковского сельского совета, в который, кроме того, входят сёла
Гороховка и
Святушино.

## Географическое положение
Село находится на правом берегу реки Берека,
выше по течению на расстоянии в 2 км расположено село Ракитное (Первомайский район),
ниже по течению на расстоянии в 1 км расположено село Святушино,
на противоположном берегу — село Степовое.
Река в этом месте сильно заболочена, образует лиманы, старицы и озёра.

## История
- 1860 — дата основания.

## Экономика
- Молочно-товарная, свино-товарная и овце-товарная ферма.
- «Скиф», сельскохозяйственное ЧП.

## Объекты социальной сферы
- Школа.
- Бунаковская амбулатория общей и семейной медицины.

## Достопримечательности
- Братская могила советских воинов. Похоронено 800 воинов.
- Вблизи села Бунакова, в одном из 19 курганов обнаружено сарматское погребение (II—III вв. н. э.).